# Los Chulavitas
Los Chulavitas, referidos también como policía chulavita, fueron uno de los grupos paramilitares de Colombia, siendo una facción armada irregular del gobierno colombiano durante el periodo denominado como La Violencia bipartidista de los años 50. Tenían funciones de policía secreta, y de agentes de terror al servicio del Partido Conservador y el gobierno de turno les prestaba ayuda y financiación. Fueron reclutados rápidamente en enclaves conservadores del nororiente del departamento de Boyacá, para defender a los gobiernos conservadores de los presidentes Mariano Ospina Pérez y Laureano Gómez contra los alzados en armas liberales o "cachiporros o chusmeros" y más tarde comunistas. Fue uno de los grupos de paramilitares conservadores de los años 40 y 50, junto a los Pájaros del Valle del Cauca.

## Antecedentes e inicios
Luego de la llamada "hegemonía conservadora" en el primer tercio del siglo XX, en el año de 1930 llega al poder el liberal Enrique Olaya Herrera, a quien se le acusa de iniciar una campaña de terror por todo el país. Uno de esos primeros episodios fue un altercado presentado en el pueblo de Capitanejo, municipio de García Rovira, Santander, el 30 de diciembre de 1930, cuando miembros liberales aprovechando que los conservadores habían ido a la plaza para la inscripción de cédulas para las elecciones de 1932, abrieron fuego en la plaza, tomando las salidas del lugar. Este inconveniente dejó como resultado un saldo de doce conservadores muertos y aproximadamente un número igual de conservadores heridos. Fue con estos hechos que una nueva era de violencia bipartidista empezaba en Colombia después de la Guerra de los Mil Días. 
En Cúcuta en 1938 también se registró violencia política por parte de conservadores, quienes actuaban como policía.
El 8 de enero de 1939, los conservadores bajo la guía de Laureano Gómez y haciendo uso de las garantías que el presidente liberal Eduardo Santos, convocaron una manifestación política en Gachetá, Cundinamarca. Los conservadores aprovecharon que la policía los atacó estando desarmados para iniciar un motín. Este ataque molestó a los dirigentes conservadores, quienes acusan al Presidente Santos de no cumplir sus promesas y garantías y por lo tanto que el Partido Conservador y sus adeptos no se encontraban seguros ni en condiciones para participar en política. 
Estos eventos fueron los que despertaron ira, rencor, y deseos de venganza en los conservadores, sentimientos que se iban a manifestar muy claramente cuando Mariano Ospina Pérez llegara a la presidencia de la República en 1946, momento en que los conservadores pasaron de ser perseguidos a tener el control del poder. Contaron con apoyo de algunos sectores de la Iglesia Católica en Colombia.

## Historia
En 1946 comenzaron a operar las partidas de "Chulavitas" encargadas de quitarle la cédula a cada campesino liberal, por la razón o la fuerza.
Desde principios de marzo de 1948, Bogotá se vestía de gala por ser la sede escogida para la IX Conferencia Panamericana. Esta conferencia tenía como fin buscar las alternativas y herramientas para evitar que el comunismo se infiltrara en la región. Por esta razón muchos diplomáticos llegaban a la capital para fungir como los protagonistas de dicha reunión, entre ellos el veterano de la Guerra, el general George Marshall quien  había sido quien ideó el llamado Plan Marshall. También llegaron a la capital colombiana importantes líderes como Salvador Ocampo y Fidel Castro; este último apenas arribó Bogotá, se dirigió a una reunión estudiantil en la Universidad Nacional. 

### El Bogotazo
Con la IX Conferencia Panamericana ya iniciada y siendo la 1:10 de la tarde del 9 de abril de 1948, el líder liberal Jorge Eliécer Gaitán fue asesinado en el centro de Bogotá a la altura de la carrera séptima con Avenida Jiménez. La versión más conocida culpa a un joven llamado Juan Roa Sierra. Inmediatamente el presunto asesino fue linchado por la multitud que se agolpaba iracunda, dando así inicio al Bogotazo. La ira y la desesperación se apoderaron de muchas personas adeptas al partido Liberal y a las ideas del caudillo Gaitán, quien se perfilaba como candidato para las elecciones de 1950.  
El caos se apoderó de Bogotá, los policías liberales repartieron armas en toda la ciudad a los ciudadanos de a pie; los tranvías, las principales edificaciones de Bogotá y las sedes de las instituciones más importantes de la nación empezaron a ser consumidas por el fuego deliberadamente causado por la turba. El cadáver de Roa Sierra fue llevado al Palacio Presidencial, pues se acusaba al gobierno conservador de Mariano Ospina de ser el causante del magnicidio. De hecho, el periódico liberal Vanguardia, de Bucaramanga, publicó en su portada del 10 de abril, que la muerte de Gaitán fue cometida por el gobierno.

### El llamado a las armas
Fue entonces cuando el Secretario General de la presidencia, llamó al gobernador de Boyacá, José María Villarreal, le comentó la trágica situación que se presentaba en Bogotá y le pidió refuerzos armados para salvaguardar la institucionalidad amenazada. Inmediatamente el gobernador dio orden de enviar a Bogotá los 350 hombres que hacían parte del Batallón Bolívar y dio la orden de reclutar a todos los conservadores de Tunja. A la vez llamó a su hermano Camilo Villarreal Sandoval, máximo jefe conservador del norte de Boyacá, quien se encontraba en Soatá y le pidió que enviara apoyo armado para defender al gobierno. El señor Villarreal reclutó a todos los reservistas conservadores de Soatá, los municipios de La Uvita, Boavita y llamó principalmente a los aguerridos conservadores que habitaban la vereda Chulavita.
El gobernador de Boyacá estableció tres puntos de encuentro de las tropas conservadoras para ser enviadas a Bogotá: Soatá, Duitama y Tunja.  El sábado 10 de abril en la madrugada el primer contingente de 450 reservistas conservadores provenientes de Duitama y principalmente los del norte del departamento enviados por Camilo fueron enviados a la capital. A media mañana el Presidente Mariano Ospina Pérez llama a José María Villarreal y le agradece el envío de conservadores armados quienes estaban luchando en cada calle de Bogotá contra la turba para restablecer el orden, es entonces cuando Villarreal le informa que, y tiene preparados a más de mil reservistas para enviar a Bogotá, y así lo hizo.

### El nombre
El grupo fue bautizado como Chulavitas, porque la mayoría de sus miembros provenían de la vereda Chulavita del municipio de Boavita en el departamento de Boyacá.

### La dictadura (1953 - 1957)
Cuando el general Gustavo Rojas Pinilla llegó al poder mediante el golpe de Estado de 1953, apoyado por liberales y conservadores, ordenó a la policía clausurar este cuerpo militar (Los Chulavitas), hecho que derivó a su operación en la clandestinidad, bajo el nombre de Los Pájaros. Oriundos del departamento del Valle del Cauca, tenían el mismo fin (reprimir a los opositores del gobierno), pero con el auspicio secreto e ilegal de la dictadura, ya que Rojas había decretado su fin al inicio de su gobierno. Estos grupos se enfocaron en atacar los grupos de autodefensa campesina adeptos al Partido Liberal, que operaban en el departamento de Tolima. Aparentemente se desintegraron por completo cuando Rojas Pinilla logró la desmovilización de sus enemigos, las guerrillas liberales.

## Organización

### Experiencia militar
Los departamentos de Norte de Santander, Santander y el nororiente de Boyacá fueron zonas violentas desde la época de la conquista. En estas zonas surgieron bandas de hombres con fuertes costumbres de lucha, debido a las difíciles condiciones de subsistencia. Con el tiempo se conocieron estas bandas que alimentaban las contiendas civiles de la etapa republicana como bandoleros, que tiene dos acepciones: una que tiene que ver con el bando o grupo al cual pertenecían y por el cual tomaban las armas y otra por la forma en que colgaban sus armas o pertrechos con una correa cruzada por el pecho. En estas zonas se asentaron las familias de militares de ambos partidos que habían participado en la Guerra de los Mil Días y que mantenían una rivalidad partidista. Cada familia perpetuaba sus preferencias políticas, por esta razón se movilizaron tropas de Boavita que era un baluarte conservador.

### Objetivos e ideología
Su ideología política, radica en un estado fuerte y centralista, basado en los principios de autoritarismo, militarismo y nacionalismo; y su objetivo era neutralizar a las guerrillas liberales, pero debido a su aguerrido conservatismo, iniciaron una persecución contra toda persona partidaria de una Ideología distinta a la conservadora, lo que los llevó a ser responsables de varias masacres. Fueron fanáticos católicos y justificaban su violencia contra liberales y comunistas con las declaraciones políticas de varios sacerdotes.

### Apoyo estatal
Como ya se ha manifestado anteriormente, los chulavitas se consideran uno de los primeros grupos paramilitares de la historia de Colombia. Aunque el término "paramilitar" se empezó a utilizar en el país en 1965, cuando el presidente Guillermo León Valencia expresó su deseo de fortalecer a los campesinos con armas y entrenamiento militar que les permitiera defenderse de los ataques de los chusmeros, cuatreros, antisociales y bandoleros, como se denominaba a las fuerzas armadas ilegales que asediaban el país por aquellos años, y que mutarían en los grupos guerrilleros colombianos.
Los Chulavitas eran reclutados durante manifestaciones urbanas. En medio de dichos mítines, los terratenientes conservadores los llevaban a zonas de conflicto, donde los entrenaban y los armaban. Luego los enviaban a atacar poblaciones liberales. Dichos paramilitares recibían sustento y protección del gobierno.

## Crímenes
Los Pájaros y Chulavitas fueron un grupo que se les atribuyen diversos actos violentos desde 1946 (150.000 campesinos gaitanistas víctimas entre 1946 y 1966).  Su "modus operandi" incluía hostigamiento, torturas y masacres sin límites. Se les acusa de la desaparición y asesinato de varios líderes liberales, a quienes ajusticiaban.

### Torturas
Entre sus métodos de tortura se encontrabanː La escalera (colgamiento de un lugar extremadamente alto); el cuartico (una habitación hermética con piso electrificado, que permitía que la persona sufriera choques eléctricos); el tubo (colgamiento de un tubo electrificado, con la misma función de El Cuartico); el vaso de agua (mediante el cual mataban de sed a una persona sedienta mientras le exhibían la bebida para que se desesperara); el tramojo (un torniquete aplicado a los genitales); el trote (en el cual la víctima llevaba en cada mano un ladrillo, mientras lo flagelaban); la compañía (consistente en un lugar donde hacinaban a un número de 26 presos en 3m² , sin poder dormir ni sentarse) y el polo (obligaban a personas desnudas a sentarse sobre hielo).

## Legado
Su influencia en la historia de Colombia se destacó por su brutalidad fue motivo para que los campesinos liberales, conocidos como Gaitanistas o cachiporros o chusmeros (limpios) y los comunistas (comunes), se alzaran en armas en parte para vengarse de los conservadores, dando origen luego a las guerrillas colombianas como las extintas FARC-EP y los activos ELN. Además algunos los consideraban protectores, mientras que otros los consideran asesinos. Igualmente su accionar llevó al presidente Rojas a amnistiar a los bandoleros que se les oponían, para lograr la pacificación de la nación, como él denominaba su programa de indulto. Estos grupos al ser la primera generación del paramilitarismo en Colombia derivarían en los cuerpos de "autodefensas", y grupos armados de extrema derecha armados desde los años 60 contra la amenaza comunista, aunque sus objetivos, bases sociales e ideología son distintos. Tuvieron influencia en la literatura, teatro y pintura colombiana.